# تپه تخت شاه ۱۲
تپه تخت شاه ۱۲ مربوط به سده‌های ۶ تا ۹ است و در شهرستان زابل، مایلن کنگی، شهر محمد، دهستان قرقری، ۲۱۱۰ متری شمال غرب روستای تخت عدالت واقع شده و این اثر در تاریخ ۲۸ شهریور ۱۳۸۶ با شمارهٔ ثبت ۱۹۶۶۱ به‌عنوان یکی از آثار ملی ایران به ثبت رسیده است.